# Engelsberg (Bavorsko)
Engelsberg je obec v německé spolkové zemi Bavorsko, v zemském okrese Traunstein ve vládním obvodu Horní Bavorsko. Žije zde přibližně 2 600 obyvatel.

## Geografie

### Sousední obce
| Růžice kompasu |             | Oberneukirchen | Polling             | Růžice kompasu |
| Růžice kompasu | Taufkirchen | Sever          | Garching an der Alz | Růžice kompasu |
| Růžice kompasu | Taufkirchen | Engelsberg     | Garching an der Alz | Růžice kompasu |
| Růžice kompasu | Taufkirchen | Jih            | Garching an der Alz | Růžice kompasu |
| Růžice kompasu |             | Tacherting     | Feichten an der Alz | Růžice kompasu |